# Каштановое (Донецкая область)
Каштановое (укр. Каштанове) — посёлок в Ясиноватском районе Донецкой области Украины. Под контролем самопровозглашенной Донецкой Народной Республики.

## География
К западу от населённого пункта проходит линия разграничения сил на Донбассе (см. Второе минское соглашение).

## История
До 1989 г. носил название — Жданово.

## Население
Население по переписи 2001 года составляло 58 человек.

## Общие сведения
Почтовый индекс — 86000. Телефонный код — 6236. Код КОАТУУ — 1425587603.

## Местный совет
Посёлок Каштановое входит в состав Спартаковского сельского совета.
Адрес местного совета: 86080, Донецкая обл., Ясиноватский р-н, с. Спартак, ул. Центральная, 130, тел. 58-5-80.